# Alice Barbe
 (octobre 2024).
Il peut être nécessaire de l'améliorer pour respecter le principe de neutralité de point de vue. Veuillez consulter la page de discussion pour plus de détails.

Pour les articles homonymes, voir Barbe (homonymie).
Alice Barbe est une entrepreneure sociale française née le 9 juin 1987 à Paris. Elle est notamment cofondatrice et ex directrice de l'ONG internationale Singa. Depuis 2021, elle est présidente de l'Académie des Futurs Leaders qu'elle a fondée. 

## Biographie
Née à Paris le 9 juin 1987, Alice a grandi à côté de Béziers, dans le village de Roquebrun dans l'Hérault, et est diplômée d'une licence de droit de l'Université de Droit Montpellier 1 et d'un master européen en sciences politiques au sein des universités de Sienne, Cracovie et à l'Institut des hautes études européennes de Strasbourg. Elle travaille ensuite au Secrétariat de la Convention sur la diversité biologique à Montréal, puis s'engage au sein de Save the Children à Acapulco avant d'emménager à Paris à 24 ans pour rejoindre Singa.

## Parcours professionnel

### Singa
En 2012, elle rejoint Nathanael Molle et Guillaume Capelle qui viennent de lancer Singa, ONG qui accompagne les projets portés par des personnes migrantes, notamment la création d'entreprise mais aussi des innovations technologiques telles que J'accueille, qui coordonne l'hébergement citoyen de personnes réfugiées. Le mouvement est dès ses débuts récompensé par des prix, tels que le Prix de l'Innovation Interculturelle de l'Organisation des Nations unies[source insuffisante] ou la mention d'honneur du Prix Mondial du Pluralisme[source insuffisante].
Au départ directrice de Singa pour la France, elle devient directrice de Singa Global, siège international de l'ONG nouvellement créé en 2020. L'ONG compte alors une centaine de salariés dans huit pays, avec une communauté de 50 000 citoyens et 10 incubateurs accompagnant des projets autour de la migration, notamment par des personnes réfugiées[réf. nécessaire]. 
Alice Barbe s'exprime régulièrement dans les médias sur l'accueil des réfugiés, appelant à davantage d'inclusion par l'entrepreneuriat et le lien social, ainsi qu'une nouvelle pratique de l'accueil. 

### Activisme et engagements
Alice Barbe est intervenue pour des conférences TED et a été candidate « société civile » aux élections régionales françaises de 2015 sur la liste d'Europe Écologie Les Verts (EÉLV). Elle a été en 2014 porte parole de l'association #StopHarcèlementdeRue.
En 2016, à la suite d'une interview dans Libération partagée par le site Fdesouche, elle reçoit près de 360 menaces de mort et de viol, et entame une action en justice qui aboutira à la condamnation de cinq prévenus en 2018 pour insulte publique en raison du sexe. Par la suite elle témoigne dans le documentaire #salepute et prend régulièrement la parole sur le sujet du cyber-harcèlement.
Alice reçoit en 2018 le prix de l'entrepreneure sociale de l'Office franco-québécois pour la jeunesse (OFQJ) puis la même année est sélectionnée comme Obama Scholar, Emerging leader de la Fondation Obama qui lui offre une année à New York à Columbia University pour y développer Singa,. Lors de cette expérience, elle se forme à l'activisme américain, et développe des projets autour de la migration, de l'engagement citoyen et rencontre Barack Obama et ses anciennes équipes de la Maison Blanche comme Ben Rhodes ou Samantha Power[source insuffisante].
Elle fait partie du Conseil d'Administration du Mouvement Impact France, de 2016 à 2021. 
Le 12 mai 2021, elle sort son premier livre, On ne nait pas engagé, on le devient aux Éditions de l'Observatoire, retraçant son parcours et appelant la société à un engagement radical, en faveur de la justice sociale.
Alice Barbe s'engage régulièrement lors de crises humanitaires. Notamment, lors de la chute de Kaboul aux mains des talibans, elle s'engage pour que la France accueille des réfugiés afghans, et en collaboration avec l'ambassade de France, et participe à l'accompagnement à distance près de 120 Afghans en exfiltration qui sont pris en charge puis accueillis en France,. Lors de l'invasion de l'Ukraine par la Russie, elle participe au lancement d'un collectif, Corridor Citoyen, afin de structurer les évacuations de 800 personnes fuyant l'Ukraine et souhaitant rejoindre la France, et appelant la France à la création d'un couloir humanitaire,. Alice Barbe est également membre du comité de sélection de l'initiative Marianne pour les défenseurs des droits Humains initiée par le président Emmanuel Macron.

### L'Académie des Futurs Leaders
En septembre 2021, elle annonce quitter son poste de directrice de Singa, ainsi que le recrutement de l'ancien ministre et candidat aux élections présidentielles, Benoît Hamon comme successeur. Elle cofonde à ce même moment l'Académie des Futurs Leaders avec Michka Bengio afin d'accompagner les personnalités issues de la société civile dans leur engagement politique,,. 
La première promotion de l'Académie accompagne des personnalités telles que Priscillia Ludosky, militante ayant co-initié le mouvement des Gilets Jaunes, Stephane Ravacley, boulanger gréviste de la faim, Clélia Compas, militante humanitaire, Yamina Saheb, autrice principale du GIEC, ou Ophélie Latil, cofondatrice du mouvement Georgette Sand.  
À la suite de la dissolution de l'Assemblée nationale par Emmanuel Macron, l'association lance un nouveau programme de formation à la démocratie en ligne et gratuit.

## Publications
- On ne nait pas engagé, on le devient, Éditions de l'Observatoire, 2021
- Le numérique pour repenser l’impact de la migration, Enjeux Numériques n°6, Les Annales des Mines, 2019[30]
- Le manifeste du crapaud fou (ouvrage collectif), 2018.  (ISBN 979-1097160043)
- Révolution responsable: Partageons les solutions d'aujourd'hui aux problèmes de demain (ouvrage collectif), 2017

## Récompenses et distinctions
- Top 40 Femme Forbes 2023[31]
- Lauréate (2ème position) du classement des Jeunes Leaders Positifs de Positive Planet, décerné par Jacques Attali[32],[33]